# Swisstopo

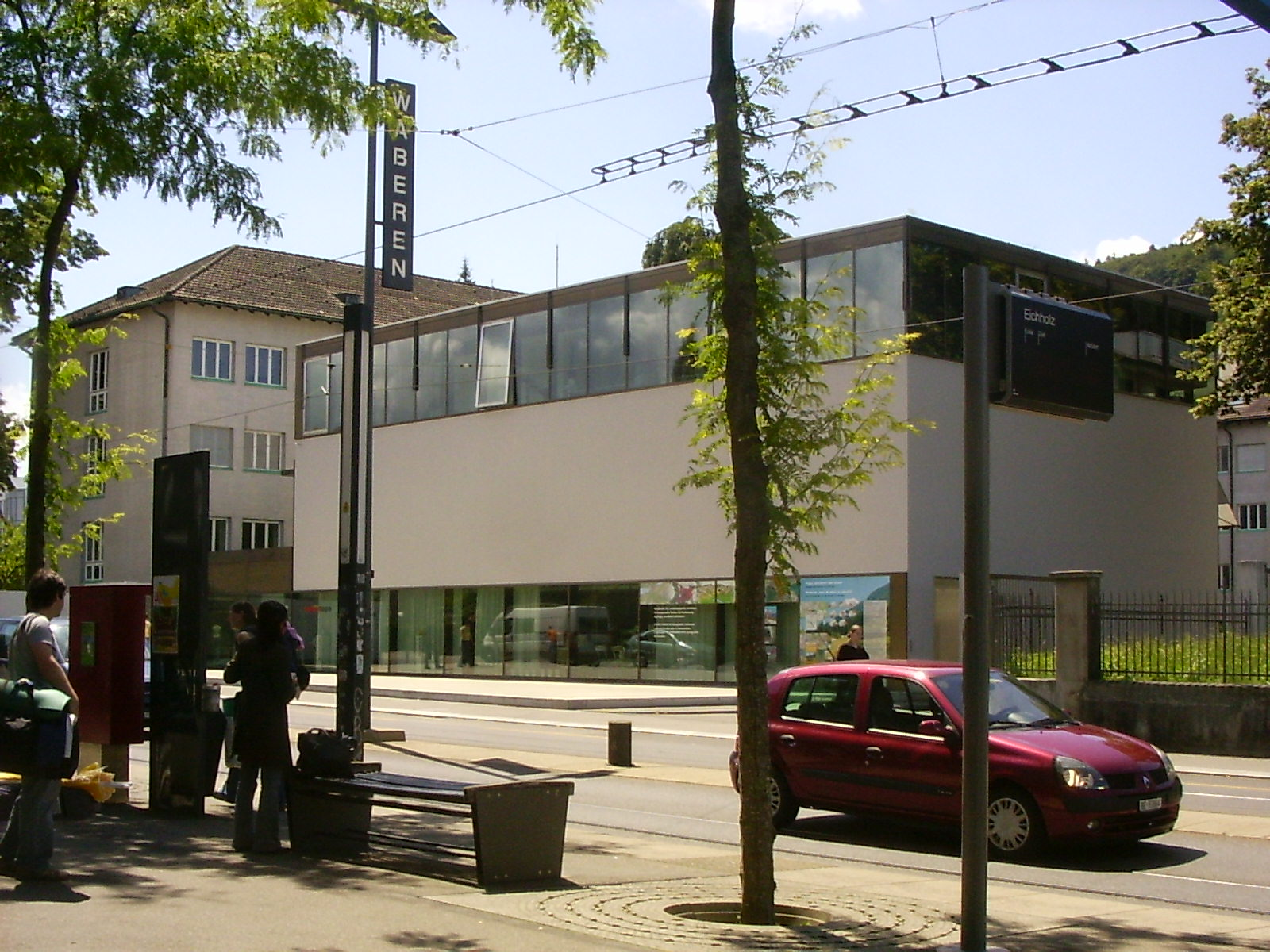
Edifício da Swisstopo em Wabern

Swisstopo é a agência nacional de cartografia e topografia da Suíça. Depende do Departamento Federal da Defesa, Proteção da População e Desportos.

## História
Foi fundada pelo general Dufour em 1838 em Carouge. Na liderança da instituição, o general trabalhou na Carta Dufour, que se tornaria rapidamente em referência em matéria de mapas. Em 1865, Herman Siegfried torna-se responsável e leva a Swisstopo para Berna. Estará igualmente na origem da carta que tem o seu nome.
A Swisstopo emprega atualmente cerca de 270 colaboradores em Wabern, perto de Berna. A Swisstopo edita e atualiza os mapas nacionais da Suíça. O sseus mapas são em geral de muito boa qualidade.
As principais escalas usadas são 1/25 000, 1/50 000, 1/100 000, 1/200 000, 1/300 000, 1/500 000 e 1/1000 000. Estes mapas são reeditados todos os seis anos.
Além destas séries cartográficas, a Swisstopo edita várias cartas temáticas: para caminhada, esqui, património cultura, museologia, aeronáutica, etc. em formatos de papel e digital.